# Gastrosaccus longifissura
Gastrosaccus longifissura är en kräftdjursart som beskrevs av Wooldridge 1978. Gastrosaccus longifissura ingår i släktet Gastrosaccus och familjen Mysidae. Inga underarter finns listade i Catalogue of Life.